# Canoas (Mococa)

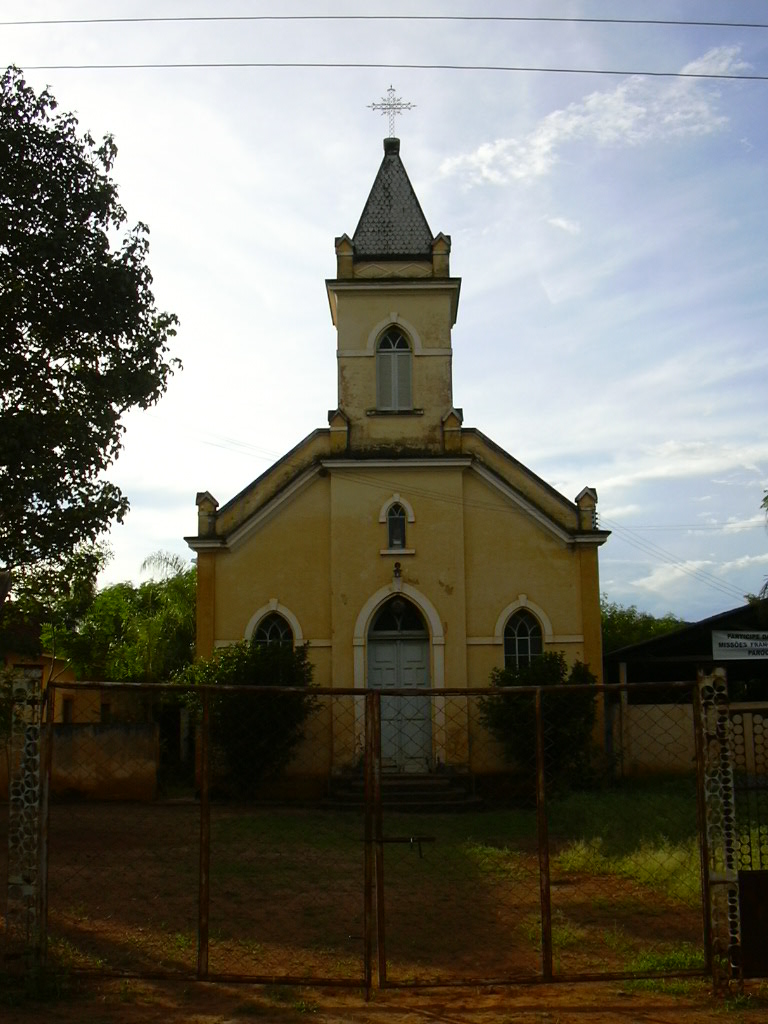
A igrejinha de Canoas

Canoas é um bairro rural do município brasileiro de Mococa, São Paulo. Está localizado na divisa com o município de Arceburgo, noo estado de Minas Gerais, delineada pelo rio Canoas. O bairro já contou no passado com uma estação de trem da Companhia Mogiana de Estradas de Ferro. 